# Нурбагандов, Магомед Нурбагандович
Магоме́д Нурбага́ндович Нурбага́ндов (9 января 1985, Сергокала, Дагестанская АССР, РСФСР,  СССР — 10 июля 2016, Сергокала, Дагестан, Россия) — сотрудник отдела вневедомственной охраны по городу Каспийску Управления Росгвардии по Республике Дагестан, лейтенант полиции, Герой Российской Федерации (2016, посмертно). Автор фразы «Работайте, братья!».

## Биография
Магомед Нурбагандов — даргинец по национальности. Родился в селении Сергокала.

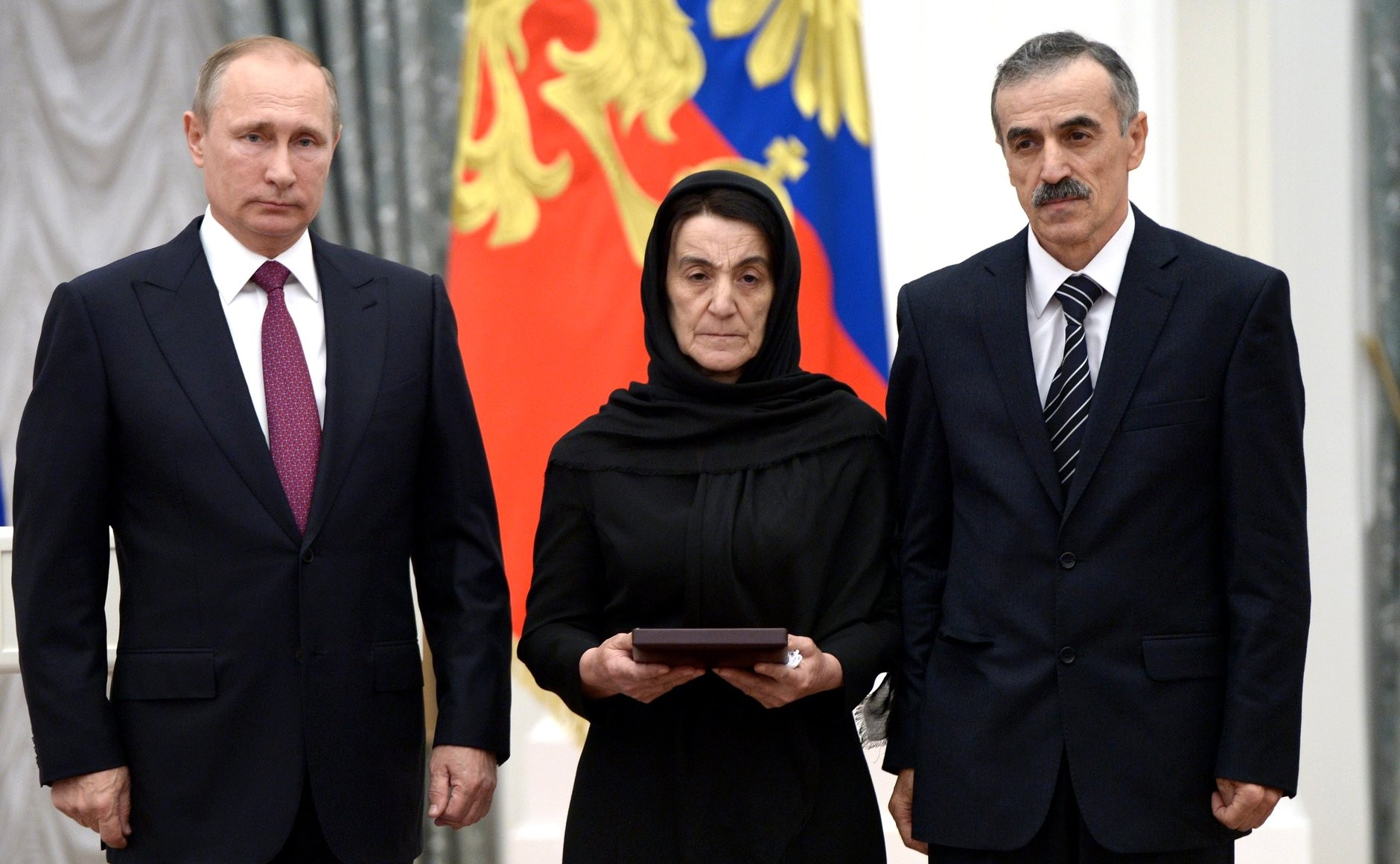
Родители Магомеда Нурбагандова с В. Путиным, 22 сентября 2016 года

Магомед Нурбагандов окончил с золотой медалью лицей № 2 в селе Сергокала, затем с отличием юридический факультет Дагестанского государственного университета в Махачкале.
Служил юрисконсультом отдела вневедомственной охраны по г. Каспийску Управления ФСВНГ России по Республике Дагестан .

## Подвиг и гибель
9 июля 2016 года Магомед с родственниками отдыхал в лесу недалеко от села Сергокала. Утром к их палатке подошли пять вооружённых человек и в грубой форме стали будить отдыхающих. После короткой словесной перепалки был застрелен двоюродный брат Магомеда — Абдурашид Нурбагандов (указом Президента РФ посмертно награждён орденом Мужества), вступившийся за малолетнего брата Арсена (остался жив), которого ударил ногой один из нападавших. Узнав, что Нурбагандов — полицейский, нападавшие затолкали его с братом в багажник машины, а затем, отъехав на некоторое расстояние от зоны отдыха, застрелили.
Нападавшие, называвшие себя рекрутами «Исламского государства», снимали всё происходящее на камеру мобильного телефона и позже загрузили видеоролик на один из экстремистских сайтов.
Впоследствии несколько боевиков из этой группы были убиты, двое — задержаны. При осмотре тел погибших был найден мобильный телефон, на который велась видеосъёмка. Стало ясно, что боевики загрузили на видеохостинг смонтированный ролик, из которого вырезали эпизод, демонстрирующий геройский поступок Нурбагандова. Перед убийством Магомеда принуждали призвать своих коллег уйти с работы, но он сказал: «Работайте, братья!».
Указом Президента Российской Федерации  от 21 сентября 2016 года № 486 за мужество и героизм, проявленные при исполнении служебного долга, Нурбагандову было присвоено звание Героя Российской Федерации (посмертно). Президент Владимир Путин на встрече с родителями полицейского назвал его «настоящим героем, настоящим мужчиной, который под угрозой смерти остался верен присяге, долгу и своему народу».
16 августа 2017 года Верховный суд Дагестана приговорил Азиза Джамалудинова — подсудимого по делу об убийстве братьев Нурбагандовых к 17 годам лишения свободы в колонии строгого режима и штрафу в размере 100 тысяч рублей, а также к двум годам ограничения свободы. 3 октября 2017 года Северо-Кавказский окружной военный суд вынес приговор Артуру Бекболатову, который вёл видеосъёмку убийства Нурбагандова, — 24 года лишения свободы в колонии строгого режима с последующим ограничением свободы сроком на 2 года. Впоследствии Судебная коллегия по делам военнослужащих Верховного Суда Российской Федерации ужесточила Бекболатову наказание до пожизненного лишения свободы в колонии особого режима. Остальные участники расправы над Нурбагандовым были уничтожены в ходе спецоперации ФСБ в сентябре 2016 года. 

## Память
- Именем Магомеда Нурбагандова названа центральная улица села Сергокала. Установлены три мемориальные плиты в селе Сергокала:, в школе, на доме и на улице. 27 декабря 2018 года был установлен бюст Герою России[13][14] в центральном парке села[15].
- 10 ноября 2016 года указом Главы Чеченской Республики  открыта улица[16] (бывший Олимпийский проезд) в Грозном.
- При поддержке МВД России учреждена и вручается на Международном фестивале народного единства «Белые журавли России» международная премия «Работайте, братья!» им М. Нурбагандова.
- Просветительским проектом народного единства «Белые журавли России» выпущена крупнейшая в Российской Федерации антология современной патриотической и военной песни России «Работайте, братья!» (автор-составитель — Сергей Соколкин), посвящённая Магомеду Нурбагандову. Выпущено уже четыре издания. Антология распространяется бесплатно в школы, кадетские корпуса, нахимовские и суворовские училища, воинские части, ветеранские и молодёжные организации. Приветственные слова к книге написали Председатель Совета Федерации Федерального Собрания Российской Федерации В. И. Матвиенко и первый заместитель Руководителя Администрации Президента Российской Федерации С. В. Кириенко.
- 26 ноября 2016 года в честь Нурбагандова названа Дибгаликская средняя школа Дахадаевского района Республики Дагестан.
- В конце мая 2017 года улицу Николаева в Махачкале переименовали в улицу братьев Нурбагандовых, где Магомеду после официального открытия установят памятник[17].
- 25 мая 2017 года в Смоленской области была учреждена региональная награда — почётный знак «За преданность службе» имени Героя России Магомеда Нурбагандова. Знак за номером 1 вручён семье Героя[18].
- Решением Совета депутатов сельского собрания СП «Сельсовет Урахинский» именем Магомеда Нурбагандова названы улицы в сёлах Урахи и Краснопартизанск.
- 10 июля 2019 года, к трёхлетию подвига Нурбагандова, филиал ФГУП «Почта России» в Махачкале выпустил 300 тысяч конвертов с его портретом[19].
- В 2020 году Сергокалинская средняя общеобразовательная школа № 2 названа именем Магомеда Нурбагандова.
- 10 июля 2023 года в Махачкале в сквере по улице Абубакарова был открыт памятник Магомеду Нурбагандову[20].
- 30 июля 2025 года указом акимата города Астана открыта улица (ранее С-192) в Астане.